# Сан Ђовани (Кјети)
Сан Ђовани (итал. San Giovanni) је насеље у Италији у округу Кјети, региону Абруцо.
Према процени из 2011. у насељу је живело 448 становника. Насеље се налази на надморској висини од 686 м.